# Општина Бервени (Сату Маре)
Бервени (рум. Berveni) општина је у Румунији у округу Сату Маре.
Oпштина се налази на надморској висини од 114 m.